# Каменский уезд (Екатеринбургская губерния)
Каменский уезд — административная единица Екатеринбургской губернии РСФСР, существовавшая в 1920—1922 годах. Административный центр — п. Каменский завод, преобразованный в 1921 году в г. Каменск (ныне город Каменск-Уральский).
В настоящее время территория Каменского уезда входит в состав Курганской и Свердловской областей.

## География
Каменский уезд граничил:
- на западе — с Екатеринбургским уездом Екатеринбургской губернии
- на севере — с Камышловским уездом Екатеринбургской губернии
- на востоке — с Шадринским уездом Екатеринбургской губернии
- на юге — с Челябинским уездом Челябинской губернии и Аргаяшским кантоном Автономной Башкирской Социалистической Советской Республики

## История
Постановлением III Екатеринбургского губернского съезда Советов в октябре 1920 года утвердил проект реформирования административно-территориального деления губернии, разработанный административной комиссией при Екатеринбургском губисполкоме. Было решено образовать Каменский уезд, включив в него 21 волость Камышловского и 16 волостей Шадринского уезда. Из Шадринского уезда переданы: Беликульская, Бугаевская, Верхтеченская, Далматовская, Ключевская, Лобановская, Нижнепетропавловская, Нижнеярская, Першинская, Песковская, Петропавловская, Русско-Теченская, Усть-Багарякская и Широковская волости.
16 января 1921 года учрежден Каменский уезд в составе 35 волостей.
В 1921 году в Екатеринбургской губернии существовали неутвержденные центром уезды: Алапаевский, Каменский, Надеждинский, Нижнетагильский, планировалось создать новые Невьянский и Кыштымский. Данное обстоятельство в течение всего 1921 г. порождало продовольственные и финансовые проблемы, поскольку центром снабжались только «официальные» уезды. Письмо Екатеринбургского губернского отдела управления, направленное в НКВД, сообщало, что «существование Екатеринбургского административного управления в настоящем его положении, то есть когда на ресурсы семи уездов приходится содержать десять, грозит серьезным ослаблением административного аппарата».
21 марта 1921 года состоялась первая Каменская конференция женщин. В ней участвовало 40 делегаток.
В феврале 1922 года ВЦИК разослал всем губисполкомам, губревкомам и областным исполкомам циркуляр, в котором предлагал: «Приостановить дальнейшее образование новых административных единиц, принявшее за последний период массовый характер, и впредь допускать таковое в случаях самой исключительной надобности». ВЦИК также предписывал: «Немедленно приступить к ликвидации административных единиц, возникших без утверждения центральных органов власти, до переписи 1920 г.» 
В феврале 1922 г. губернский съезд заведующих отделами управления принял решение о ликвидации Надеждинского, Алалаевского и Каменского уездов. Это решение о расформировании уездов было подтверждено и пленумом Екатеринбургского губисполкома. Работу по упразднению уездных органов власти решено было завершить к 15 мая 1922 года.
Каменский уездный исполком, уездное экономическое совещание, уездное бюро профсоюзов на совместном заседании 24 февраля 1922 г. постановили: «Признать ликвидацию Каменского уезда совершенно невозможной и просить через губисполком ВЦИК утвердить его в существующих теперешних границах».
Постановлением ВЦИК от 6 июля 1922 года был утвержден только Нижнетагильский уезд с центром в г. Нижнем Тагиле. Этим же постановлением Президиум ВЦИК подтвердил упразднение Алапаевского, Надеждинского и Каменского уездов. Волости Каменского уезда были присоединены к Екатеринбургскому (8 волостей), Камышловскому (9 волостей) к Шадринскому (16 волостей). В Шадринский уезд переданы: Беликульская, Бугаевская, Верхтеченская, Далматовская, Катайская, Ключевская, Лобановская, Нижнепетропавловская, Нижнеярская, Першинская, Песковская, Петропавловская, Русско-Теченская, Широковская и Шутинская волости.
Ликвидация уездов должна была быть закончена не позднее 1 августа 1922 года.

## Экономика
Летом 1921 года по всему Каменскому уезду, состоящему из 33 волости с населением до 260 тыс. человек имелось 47 центролавок, в среднем на 5390 чел. каждая. В 1921 году, по сравнению с 1920 годом снизился посев хлебов, в некоторых случаях до 50 %. Общая площадь посева в 1921 году уменьшилась на 34 %, по сравнению с 1920 годом. 
| Показатель         | 1920 год  | 1921 год |
| ------------------ | --------- | -------- |
| Озимая рожь        | 6866,23   | 5777,98  |
| Яровая рожь        | 528,31    | 213,75   |
| Яровая пшеница     | 116975,62 | 74443,28 |
| Ячмень             | 4360,81   | 2896,31  |
| Овёс               | 60697,51  | 20596,11 |
| Горох              | 1428,01   | 799,4    |
| Картофель на полях | 35,35     | 11,75    |
| Лён                | 4883,36   | 3614,04  |
| Конопля            | 283,42    | 293,23   |
| Разные культуры    | 145,94    | 183,52   |
| Посеяно трав       | 118,33    | 35,94    |

| Показатель           | 1920 год | 1921 год |
| -------------------- | -------- | -------- |
| Лошади               | 93164    | 78570    |
| Крупный рогатый скот | 105681   | 79900    |
| Козы                 | 446      | 230      |
| Овцы                 | 89978    | 64576    |
| Свиньи               | 33881    | 12296    |
| Домашняя птица       | 89760    | 58091    |

Основным промышленным предприятием был Каменский чугунно-литейный завод. Остальные предприятия: Камышевская суконная фабрика (192 рабочих), Государственный кожевенный завод № 4 (55 рабочих), Маслобойный завод (33 рабочих).
Летом 1921 года в уезде было на учёте 1302 беженца. В уезде было 33 библиотеки и 40 изб-читален; 
В уезде было 7 больниц (600 кроватей), в которых работало 2 врача (один в Каменске и один в с. Н-Петропавловском), кроме того врач-инвалид, ведущий работу в венерической амбулатории, 45 лекарских помощников, 500 чел. низшего медицинского персонала.

## Пресса
С 7 сентября 1919 года издавался «Каменский рабоче-крестьянский листок». В январе 1921 года вышел последний номер «Каменского рабоче-крестьянского листка», а ему на смену пришел «Путь к коммуне». В 1921 году начался выпуск второй каменской газеты - газеты РОСТА.

## Руководители
- Баландин В.М. — председатель Уисполкома, председатель Уездного экономического совещания.
- Турбаков И.В. — упродкомиссар